# Michael Mullen
Michael Glenn Mullen (Los Ángeles, 4 de octubre de 1946) fue el presidente de los Jefes del Estado Mayor Conjunto de los Estados Unidos, siendo el decimoséptimo en ejercer tal responsabilidad, que ostentó desde el 1 de octubre de 2007 al 30 de septiembre de 2011, tiempo en el cual fue el oficial de más alto rango de las Fuerzas Armadas de los Estados Unidos, en su condición de Presidente del Estado Mayor Conjunto, siendo así la persona con más rango después del Presidente de los Estados Unidos. Ha servido previamente como Jefe de Operaciones Navales, de 2005 a 2007, y Comandante de las Fuerzas Navales de Estados Unidos en Europa, entre otros cargos.